# Hoya padangensis
Hoya padangensis är en oleanderväxtart som beskrevs av Rudolf Schlechter. Hoya padangensis ingår i släktet Hoya och familjen oleanderväxter. Inga underarter finns listade i Catalogue of Life.